# Roberto Faenza
Roberto Faenza (Torino, 1943. február 21. –) olasz filmrendező.

## Életpályája
A római Filmművészeti Főiskolán 1964-ben szerezte meg diplomáját. Dolgozott Londonban is, majd visszatért Olaszországba.

### Munkássága
Az új olasz film nagy reménységeinek egyike. Első alkotását, az Eszkalációt (1968) Mar del Platában és Locarnóban vetítették nagy sikerrel. Kedveli az allegorikus kifejezési formát, a jelképeket, a modern hangvételt. 1978-ban ő rendezte a Forza Italia! című filmet, amely az olasz Kereszténydemokrata Párt 30 éves politikáját mutatta be. 1990-ben filmrendezője volt Az agglegény című filmnek, amelyben Keith Carradine, Miranda Richardson, Kristin Scott Thomas és Max von Sydow játszottak. 1993-ban mutatták be a Jónás, aki a cethal gyomrában élt című filmjét, amellyel Juliet Aubrey David di Donatello-díjat nyert, és a 18. Moszkvai Nemzetközi Filmfesztiválon az Ökumenikus zsűri díját is elnyerte. 1995-ben az Állítja Pereira című film volt Marcello Mastroianni utolsó olasz filmje, amely David di Donatello-díjat kapott a legjobb főszereplőnek járót.

## Filmjei
- Kitörési kísérlet/Eszkaláció (1968)
- H2S (1969)
- Forza Italia! (1978)
- Rendőrgyilkos (1983)
- Az agglegény (1990)
- Jónás, aki a cethal gyomrában élt (1993)
- Állítja Pereira (1995)
- Marianna Ucrìa (1997)
- Lélekszakadva (2002)
- A nap fényében (2005)
- A magány börtöne (2005)
- Az alkirályok (2007)
- A hűtlen Klára (2009)
- Anita B. (2014)

## Díjai
- Golden Globe-díj (1968) Kitörési kísérlet
- David di Donatello-díj (1993, 2005)
- Golden Globe-díj a legjobb forgatókönyvnek (1997, 2006, 2012)
- FICE-díj (2007)
- Kineo-díj (2008) Az alkirályok

## Fordítás
- Ez a szócikk részben vagy egészben  a   Roberto Faenza című angol Wikipédia-szócikk ezen változatának fordításán alapul.  Az eredeti cikk szerkesztőit annak laptörténete sorolja fel. Ez a jelzés csupán a megfogalmazás eredetét és a szerzői jogokat jelzi, nem szolgál a cikkben szereplő információk forrásmegjelöléseként.